# 古爾德法姆 (密蘇里州)
古爾德法姆（英語：Gould Farm）是位於美國密蘇里州考德威爾縣的非建制地區。

## 歷史
古爾德法姆的郵局於1876年設立，其後於1905年停運。

## 地理
古爾德法姆所處的海拔為高於海平面252米（即827英呎），而該地所採用的時區為UTC-6，即北美中部時區（CST）。同時該地設有夏令時間，為UTC-6調快一小時，即UTC-5（CDT）。